# Idaea marcidaria
Idaea marcidaria är en fjärilsart som beskrevs av Walker 1861. Idaea marcidaria ingår i släktet Idaea och familjen mätare. Inga underarter finns listade i Catalogue of Life.